# Галлеффи, Пьерфранческо
Пьерфранче́ско Галле́ффи, или Пье́тро Франче́ско Галле́ффи (лат. Petrus Franciscus Galleffi, итал. Pierfrancesco Galleffi; 27 октября 1770, Чезена, Папская область — 18 июня 1837, Рим, Папская область) — итальянский куриальный кардинал и церковный сановник. Секретарь Конгрегации фабрики Святого Петра с 30 октября 1800 по 11 июля 1803. Камерленго Священной Коллегии кардиналов с 26 сентября 1814 по 10 марта 1818. Префект Священной Конгрегации дисциплины монашествующих с 10 мая 1817 по 11 сентября 1820. Архипресвитер Собора Святого Петра с 6 мая 1820 по 18 июня 1837. Префект Верховного Трибунала Апостольской Сигнатуры Правосудия с 20 декабря 1820 по 15 января 1825. Титулярный архиепископ Дамаска с 31 августа 1819 по 29 мая 1820. Камерленго Святой Римской Церкви с 20 декабря 1824 по 18 июня 1837. Вице-декан Священной Коллегии кардиналов с 5 июля 1830 по 18 июня 1837. Кардинал-священник с 11 июля 1803, с титулом церкви Сан-Бартоломео-аль-Изола с 26 сентября 1803 по 29 мая 1820. Кардинал-епископ Альбано с 29 мая 1820 по 5 июля 1830. Кардинал-епископ Порто и Санта Руфины и Чивитавеккьи с 5 июля 1830 по 18 июня 1837. 
Протектор монашеских орденов и конгрегаций. Выступал против политики Наполеона Бонапарта в отношении папского государства. Неоднократно подвергался арестам, заключению и ссылке. Является одним из тринадцати «чёрных кардиналов», отказавшихся присутствовать на церемонии бракосочетания императора Наполеона I и эрцгерцогини Марии Луизы Австрийской. Участвовал в трёх конклавах в 1823, 1829 и 1830 годах, на которых римскими папами были избраны Лев XII, Пий VII и Григорий XVI.

## Биография

### Ранние годы
Пьерфранческо Галлеффи родился в Чезене 27 октября 1770 года. Происходил из аристократической среды. Он был сыном графа Винченцо Галлеффи и Виоланты, урождённой графини Фантагуцци. Графы Галлеффи дружили с графами Браски, семьёй, к которой принадлежал Джананджело Браски, будущий папа Пий VI.
Начальное образование Пьерфранческо Галлеффи получил в школе при монастыре францисканцев-реформатов в Чезене под руководством монаха Бонавентуры Гацолы, будущего епископа и кардинала. С 1791 по 1793 год он обучался в Папской Церковной академии для лиц благородного происхождения в Риме.

### Начало церковной карьеры
22 февраля 1794 года Пьерфранческо Галлеффи был рукоположен в сан священника и назначен прелатом Его Святейшества, а 21 сентября того же года получил место каноника базилики святого Петра в Ватикане. После создания Римской республики 17 мая 1798 года был вынужден покинуть Рим. После восстановления папского государства, 30 октября 1800 года был назначен казначеем и секретарем Конгрегации фабрики святого Петра. 8 ноября того же года стал домашним прелатом Его Святейшества, вскоре назначен референдарием, а 20 декабря апостольским протонотарием. В 1801 году, вместе с кардиналом Франческо Караффа делла Спина Траэтто, был апостольским визитатором госпиталя Санто-Спирито-ин-Саксия в Риме.
На консистории 11 июля 1803 года Пьерфранческо Галлеффи был удостоен сана кардинала. 14 июля того же года он получил кардинальскую шапку, а 26 сентября титул кардинала-священника Сан-Бартоломео и назначен настоятелем монастыря святого Бенедикта и святой Схоластики в Субиако. 22 июня 1805 года стал протектором караччолинцев.

### Изгнание и возвращение
Он был одним из четырнадцати кардиналов, которые 23 марта 1808 года были изгнаны из Рима под давлением французской оккупационной администрации. По приказу Наполеона Бонапарта в 1809 году его доставили во Францию, где уже насильно удерживали папу Пия VII. Пьерфранческо Галлеффи стал одним из тринадцати «чёрных кардиналов», отказавшихся присутствовать на церемонии бракосочетания императора Наполеона I и эрцгерцогини Марии Луизы Австрийской 12 апреля 1810 года. «Чёрными» этих кардиналов стали называть из-за запрета носить кардинальское облачение, который последовал сразу после отказа присутствовать на свадьбе императора. Бонапарт выслал его под надзор в Седан, откуда позднее Пьерфранческо Галлеффи перевезли в Шарлевиль, где он находился с кардиналом Фердинандо Мария Салуццо. Оба были освобождены только после подписания Пием VII конкордата в Фонтенбло 25 января 1813 года. Ему позволили встретиться с папой, но 27 января 1814 года снова сослали в Лодев, откуда он был освобожден 2 апреля того же года и вернулся в Рим.

### Продолжение церковной карьеры
После восстановления папского государства, 20 мая 1814 года он был назначен секретарем мемориалов (итал. segretario dei memoriali). С 26 сентября 1814 года по 10 марта 1818 года нёс служение камерленго Священной Коллегии кардиналов. В сентябре 1815 года стал протектором ордена августинцев-еремитов. В апреле 1817 года, как душеприказчик кардинала-непота Ромоальдо Браски-Онести, стал опекуном его племянника, герцога Пио Браски. В том же году кардинал выступил как протектор орденов францисканцев и камальдолийцев и братства при церкви Сантиссима-Тринита-дей-Пеллегрини в Риме, а также был назначен префектом Священной Конгрегации дисциплины монашествующих.
31 августа 1819 года Пьерфранческо Галлеффи был номинирован титулярным архиепископом Дамаска. Он был хиротонисан 12 сентября 1819 года в римской церкви святых Доминика и Сикста кардиналом Алессандро Маттеи, епископа Остии и Веллетри и деканом Священной Коллегии кардиналов, которому сослужили Меральдо Мачоти, титулярный епископ Халуцы и Франческо Альбертини, епископ Террачина-Сецце-Приверно. 6 мая 1820 года он был назначен архипресвитером собора святого Петра в Ватикане, а 29 мая того же года получил титул кардинала-епископа субурбикарной епархии Альбано. Участвовал в конклаве 1823 года, на котором был избран папа Лев XII. 20 декабря 1824 года был назначен камерленго Священной Римской Церкви и архиканцлером Римского университета. В 1829 году участвовал в конклаве, на котором новым папой избрали Пия VIII. 29 мая 1830 года поменял титул кардинала-епископа Альбано на титул кардинала-епископа Порто и Санта Руфины и Чивитавеккьи, а 5 июля 1830 стал вице-деканом Священной Коллегии кардиналов. Последним конклавом, в работе которого он принимал участие, был конклав 1830—1831 годов, на котором новым папой был избран Григорий XVI.
Пьерфранческо Галлеффи умер в Риме 18 июня 1837 года. После панихиды, его тело было похоронено в семейной усыпальнице при церкви Санта-Тринита-де-Пеллегрини.